# Solidarité internationale antifasciste
Pour les articles homonymes, voir SIA.
Solidarité internationale antifasciste, en espagnol Solidaridad Internacional Antifascista (SIA), est fondée en Espagne, le 27 mai 1937, par la Confédération nationale du travail (CNT) avec les autres organisations libertaires, la Fédération anarchiste ibérique (FAI) et la Fédération ibérique des jeunesses libertaires (FIJL), composantes du Mouvement libertaire.
À la fois organisme humanitaire et politique en faveur de l'anarchisme, SIA est conçue comme une réponse à la mainmise des communistes et de leurs organisations (le Secours rouge notamment) sur la vie publique et politique lors de la guerre d’Espagne.

## Fondation

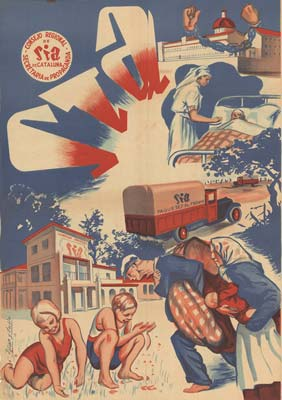
Affiche de SIA, Conseil régional de Catalogne (1937-1938).

SIA est effectivement créée en juin, après les affrontements des journées de mai 1937 à Barcelone qui opposent, d'une part les anarchistes et des groupes communistes anti-staliniens partisans de la Révolution sociale et d'autre part l'Etat républicain, la Généralité de Catalogne et des groupes politiques socialistes et communistes.
En quelques mois, SIA va regrouper des milliers d’adhérents (plus de 150000 ?) et de groupes (plus de 400 en Espagne républicaine ?).

## Actions humanitaires

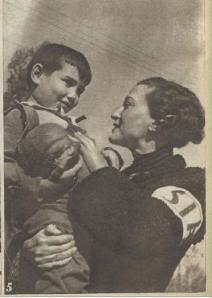
Photo de la SIA (1938).

Si la SIA est d'abord créée comme moyen politique au service du mouvement libertaire, elle est rapidement amenée à intervenir sur le terrain afin de pallier le manque d’efficacité des organismes déjà en place.
Pour aider les enfants orphelins ou réfugiés, la SIA a ouvert trois garderies à Barcelone, un foyer à Badalone installé dans un ancien couvent et des colonies à Masnou, Rabos, Cervera, Beguda Alta, Esparraguera, Sabadell (Catalogne) et deux foyers pour enfants à Madrid.

## Solidarité internationale

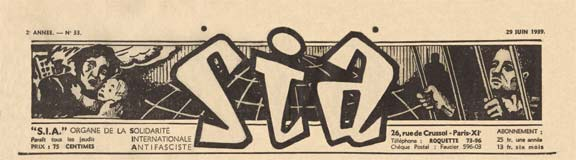
Journal de la section française (n°33, 29 juin 1939).

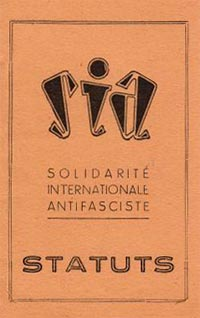
Statuts de la section française (30 octobre 1937).

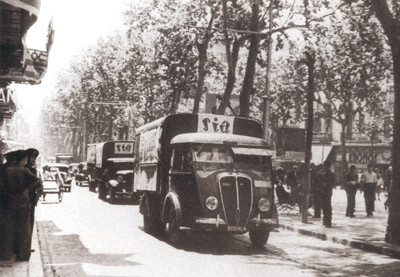
Un convoi de la section française, sans doute en 1938.

Organisation politico-humanitaire, ayant une action non négligeable en Espagne, la SIA est aussi une organisation internationale. 
Le 30 octobre 1937, à Paris. Lors du congrès de l'Union anarchiste, le Comité pour l'Espagne Libre créé par Louis Lecoin, Nicolas Faucier, Pierre Odéon et Pierre Le Meillour se transforme (à la demande de la CNT-FAI) en section française de Solidarité internationale antifasciste et édite, à partir du 10 novembre 1938, l'hebdomadaire du même nom SIA,,. La section française compte 15000 adhérents et son journal, 5500 abonnés, en février 1939. Elle organise l’envoi de vivres, d'argent et de médicaments au profit des libertaires espagnols. Le produit des souscriptions lui permet d’entretenir une colonie d’orphelins à Llançà non loin de la frontière française. Mais ses activités ne se limitent pas à ces actions d’ordre humanitaire, elle organise également l’expédition d’armes et de munitions à l’intention des anarchistes espagnols qui en manquent cruellement. Le journal est interdit par le gouvernement en avril 1939.
Dans le Portugal d'António de Oliveira Salazar, la section ne peut avoir qu’une activité clandestine.
En Suède, c'est la centrale anarcho-syndicaliste Sveriges Arbetares Centralorganisation qui fonde la section.
Le 1er novembre 1938, lors de la réunion internationale de la SIA tenue à Paris, est mentionné l’existence d’une section polonaise ainsi que de sections palestinienne, canadienne et japonaise en création.

## Renaissance en 1945
Après la Deuxième Guerre mondiale, mi-juin 1945, Solidarité internationale antifasciste (en exil) est reconstituée à Toulouse par des réfugiés espagnols.
La section belge est fondée le 18 mai 1946 et rassemble des anti-fascistes anti-staliniens (voir Anarchisme en Belgique). L’association organise la défense des demandeurs d’asile qui ont fui leur pays et les régimes autoritaires. Elle constitue un lieu de rencontre pour les immigrés dont les nombreux espagnols anarcho-syndicalistes de la CNT en exil,.
SIA continue son activité notamment à Toulouse où elle anime une campagne de solidarité avec les réfugiés syriens.

## Personnalités

### En Espagne
- En 1937, Lucia Sanchez Saornil, est secrétaire de presse et propagande de la SIA. L’année suivante elle est secrétaire du Conseil Mondial de SIA et en mai est nommée secrétaire national. Elle fait pendant toute cette période de fréquents voyages en France pour y recueillir vivres et aides[14].
- En juillet 1937, Pedro Herrera Camareto est le secrétaire du Comité national de la SIA[15].
- En 1939, Mateo Baruta Vila (1901-1980), est le secrétaire national de SIA[16].
- Renée Lamberet développe une intense activité au sein de la SIA, notamment avec la colonie d’enfant Spartaco organisée à Ajentona par le syndicat CNT des chemins de fer et la colonie organisée à Llançà pour accueillir des enfants réfugiés du Pays Basque, des Asturies et du front de Madrid[3],[17].

### Au Royaume-Uni
- George Orwell et Emma Goldman.

### En France
- Edgar Morin : « Mon premier acte politique fut d’intégrer une organisation libertaire, Solidarité internationale antifasciste, pour préparer des colis à destination de l’Espagne républicaine. »[18]
- En 1937, Fernand Vintrigner, gérant du journal SIA, organe de la section française[19],[20].
- Nicolas Faucier, trésorier, en 1937, de la section française[19].
- Jean Roumilhac, premier président, en 1937, de la section française[21]
- Louis Lecoin, secrétaire, en 1937, de la section française[19].
- Henri Jeanson[19],[22].
- Robert Louzon[19].
- René Lochu
- Paul Reclus participe, en 1937, à la Solidarité internationale antifasciste[23].
- Fin 1944, Jean-René Saulière réorganise la SIA dont il devient le secrétaire général[24].
- Émilienne Morin
- Mario Marret[25]

### En Belgique
- Jean De Boë est parmi les fondateurs de la section belge.

## Citation
« La SIA espagnole demande au peuple français solidarité complète pour aider à évacuer la population des zones d’opérations où l’armée de la liberté résiste héroïquement devant l’avalanche barbare. Nous prions la France républicaine, la France issue de 1789, de recevoir nos enfants, nos vieillards, nos femmes et de leur faire bon accueil. Ils le méritent. Mille et mille fois merci » - Télégramme envoyé par Mateo Baruta Vila et Lucia Sanchez Saornil au nom de la SIA, 26 janvier 1939.

## Publications
Outre la publication de périodiques locaux :
- Solidarite internationale antifasciste. Son but : sa ligne de conduite ses moyens d'action et ses réalisations, 1937.
- Grigor Balkanski, Solidarité internationale antifasciste, Le Fascisme hier et aujourd'hui, 1974.

### Travaux universitaires
- Valentin Cionini, L’Union Anarchiste face à la guerre d’Espagne. De la solidarité politique et matérielle au Front Révolutionnaire, Mémoire de Master 1, Université de Provence, Marseille 1, 2007, (OCLC 494322935)[27].
- Valentin Cionini, Solidarité internationale antifasciste. Une organisation « proto-humanitaire » dans la guerre d’Espagne. 1937-1939, Mémoire de Master, Université de Provence, 2008, (OCLC 497029866)[28], texte intégral.
- (en) David Berry, French anarchists in Spain, 1936-1939, Oxford University Press, 1989, pp. 427-465[29].

## Filmographie
- SIA finance quatre films en Espagne et un aux États-Unis.
- Luis Franck, Juan Palleja, Amanecer sobre España, documentaire de près de 45 min, SIE Films, 1938[2].
- Louis Frank, Amenacer sobre España (Réveil en Espagne - The Will of a People – Spain Fights On), moyen métrage en plusieurs langues, 1938-1939, SIA[2].
- Homenaje a los fortificadores de Madrid (Éloge de l’Armée du Centre), SIA, 1937[2].
- Picnic del SIA, film muet en 16 mm sur un repas de solidarité organisé par des anarchistes aux États-Unis le 28 août 1938[2].

## Iconographie
- Fédération internationale des centres d'études et de documentation libertaires : affiches.
- Bibliothèque de documentation internationale contemporaine : affiche.
- (it) La Tradizione Libertaria : affiches et cartes postales.

## Notices
- Notices d'autorité :   - VIAF
  - LCCN
  - Catalogne
  - WorldCat
- L'Éphéméride anarchiste : notice.
- René Bianco, 100 ans de presse anarchiste : notice.
- RA.forum : notice.
- Musée social : notice bibliographique.
- Institut international d'histoire sociale (Amsterdam) : archives.
- (es) Efemerides Anarquistas : notice.